# Release Me (singel Wilson Phillips)
Release Me jest drugim singlem zespołu Wilson Phillips pochodzącym z debiutanckiego albumu Wilson Phillips. Piosenka stała się numerem jeden na liście Billboard Hot 100 od 15 września 1990 roku i pozostała na tym miejscu przez 2 tygodnie. Przez tydzień pozostawała również na szczycie w zestawieniu Hot Adult Contemporary Tracks.

## Miejsca na listach muzycznych
| Lista muzyczna (1990)                        | Osiągnięta pozycja |
| -------------------------------------------- | ------------------ |
| Austrian Singles Chart                       | 15                 |
| Canadian Singles Chart                       | 1                  |
| Dutch Single Top 100                         | 14                 |
| Dutch Top 40                                 | 15                 |
| German Singles Chart                         | 37                 |
| Irish Singles Chart                          | 15                 |
| UK Singles Chart                             | 36                 |
| U.S. Billboard Hot 100                       | 1                  |
| U.S. Billboard Hot Adult Contemporary Tracks | 1                  |